# Austrolethops wardi
Austrolethops wardi är en fiskart som beskrevs av Whitley, 1935. Austrolethops wardi ingår i släktet Austrolethops och familjen smörbultsfiskar. Inga underarter finns listade.